# Pleione kaatiae
Pleione kaatiae là một loài thực vật có hoa trong họ Lan. Loài này được P.H.Peeters mô tả khoa học đầu tiên năm 2003.